# Wieprznica
Wieprznica (dawniej Biebrznica; dodatkowa nazwa w j. kaszub. Wiéprznica; niem. Bebernitz) – wieś kaszubska na Pojezierzu Kaszubskim w Polsce położona w województwie pomorskim, w powiecie kościerskim, w gminie Kościerzyna nad jeziorem Wieprznickim. Wieś jest siedzibą sołectwa Wieprznica w którego skład wchodzą również miejscowości Garczyn, Czarne Pustkowie i Owśnice. Nazwa miejscowości wywodzi się od nazwy ssaka - bobra. Porównaj nazwę rzeki - Biebrza.
W latach 1975–1998 miejscowość administracyjnie należała do województwa gdańskiego.